# Divertimento
Divertimento je hudební skladba zábavného charakteru (z italštiny: divertimento = zábava).
Tyto skladby v období baroka a klasicismu sloužily jako hudba doplňující nejrůznější společné akce, oslavy či stolování. Proto také byla divertimenta psána většinou na objednávku. Skladba má většinou 5–6 částí, z nichž některé jsou taneční, jiné variační. Většinou bývá divertimento komponováno pro komorní soubor dechových nástrojů.

## Jinde
Jako detektivní divertimento je označován cyklus detektivních povídek Josefa Škvoreckého (kniha a seriál) Hříchy pro pátera Knoxe.